# Konstantin Korovin

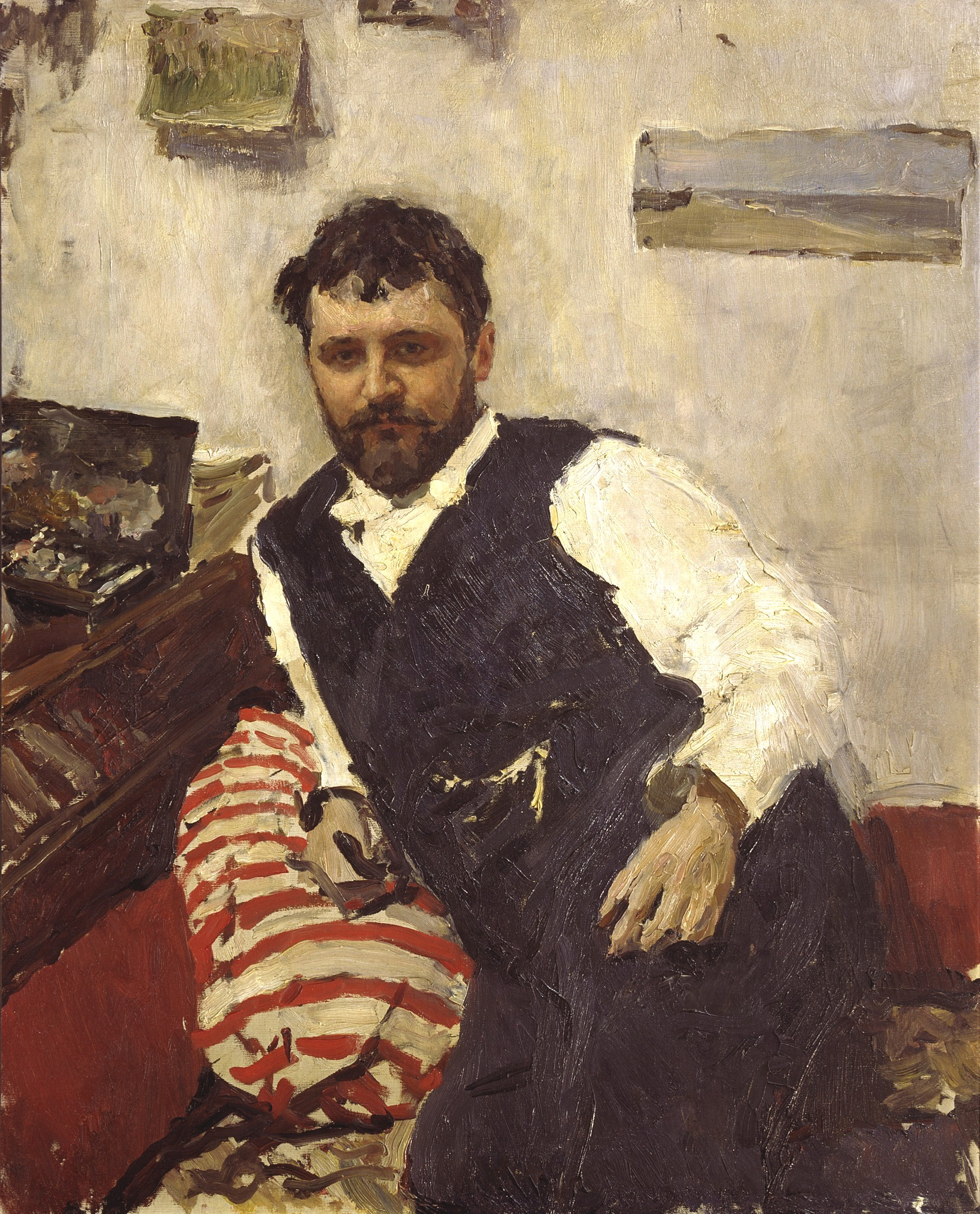
Korovine, door Valentin Serov, 1891

Konstantin Aleksejevitsj Korovin (Russisch: Константин Алексеевич Коровин) (Moskou, 23 november 1863 – Parijs, 11 september 1939) was een Russisch kunstschilder en decorontwerper. Zijn werk wordt hoofdzakelijk gerekend tot het impressionisme.

## Leven
Korovin begon een studie architectuur in Moskou, maar switchte na twee jaar naar de faculteit schilderkunst, waar hij onder andere in de leer kwam bij Vasili Polenov. Hij rondde zijn studies af in Sint-Petersburg.
Tussen 1888 en 1894 bereisde Korovin met zijn vriend Valentin Serov regelmatig Noord-Rusland en Scandinavië. Aanvankelijk had hij een vrij realistische stijl van schilderen, maar na enkele reizen naar Parijs kwam zijn werk aan het einde van de 19e eeuw sterk onder invloed te staan van het impressionisme.
Behalve als schilder maakte Korovin ook naam als theaterdecorateur, met name vanaf de eeuwwisseling, op instigatie van zijn vriend Fjodor Sjaljapin. Voor de Wereldtentoonstelling van 1900 in Parijs decoreerde hij het Russische paviljoen en ontving daarvoor een ‘gouden medaille’. In het begin van de twintigste eeuw werkte hij succesvol samen met theaterregisseur Konstantin Stanislavski.
In 1923 verliet Korovin Rusland definitief voor Parijs, met hulp van Volkscommissaris voor Onderwijs Anatoli Loenatsjarski, formeel om te genezen van een hartziekte. De laatste periode van zijn leven was moeizaam, met ziekte, praktische moeilijkheden, de zorg voor zijn gehandicapte zoon en armoedige omstandigheden. Korovin schilderde in deze periode veel Parijse straattaferelen, voornamelijk om de eindjes aan elkaar te kunnen knopen (hij was een der eersten die werk op Montmartre verkocht). Ook bleef hij werken als decorateur voor het theater en ontwierp onder andere nog het decor voor Rimski-Korsakovs “De Gouden Haan”.
Hij overleed in 1939 en werd begraven op het Russisch kerkhof te Sainte-Geneviève-des-Bois.

## Werk (galerij)

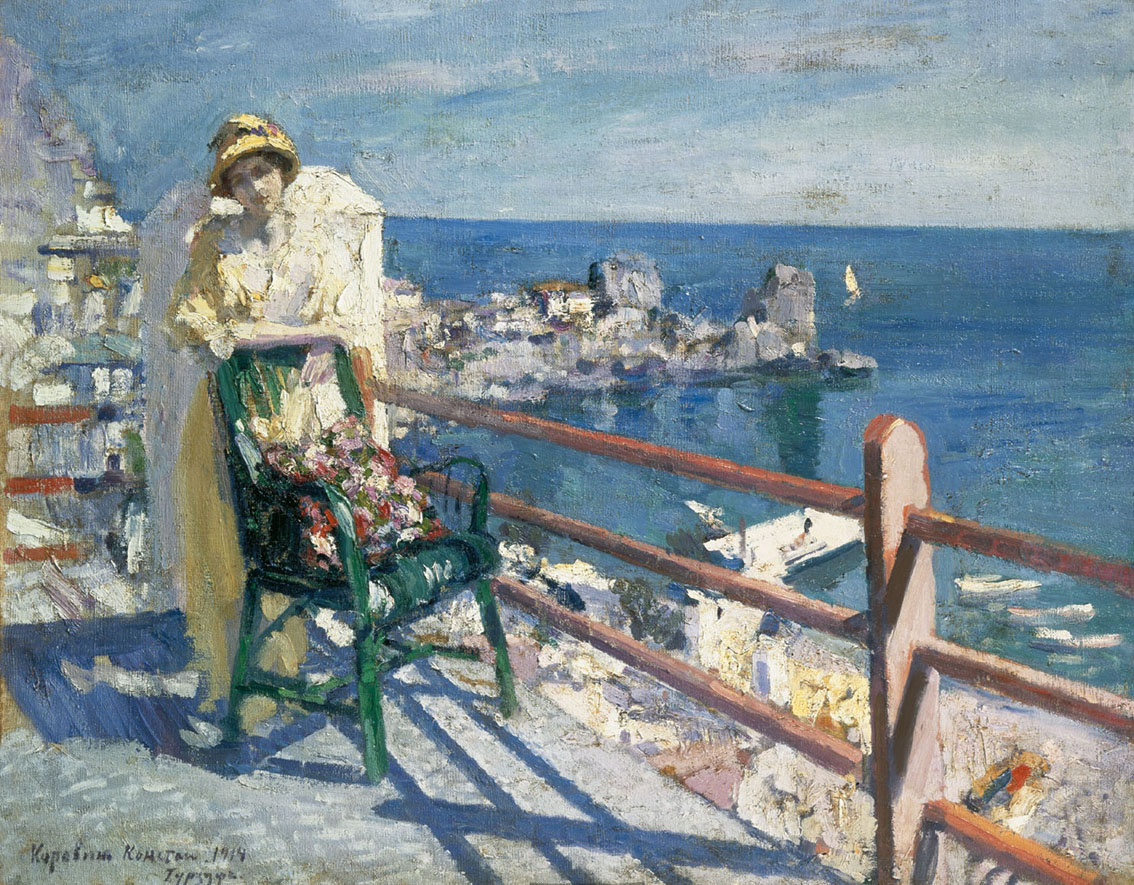
Hoerzoef, 1914
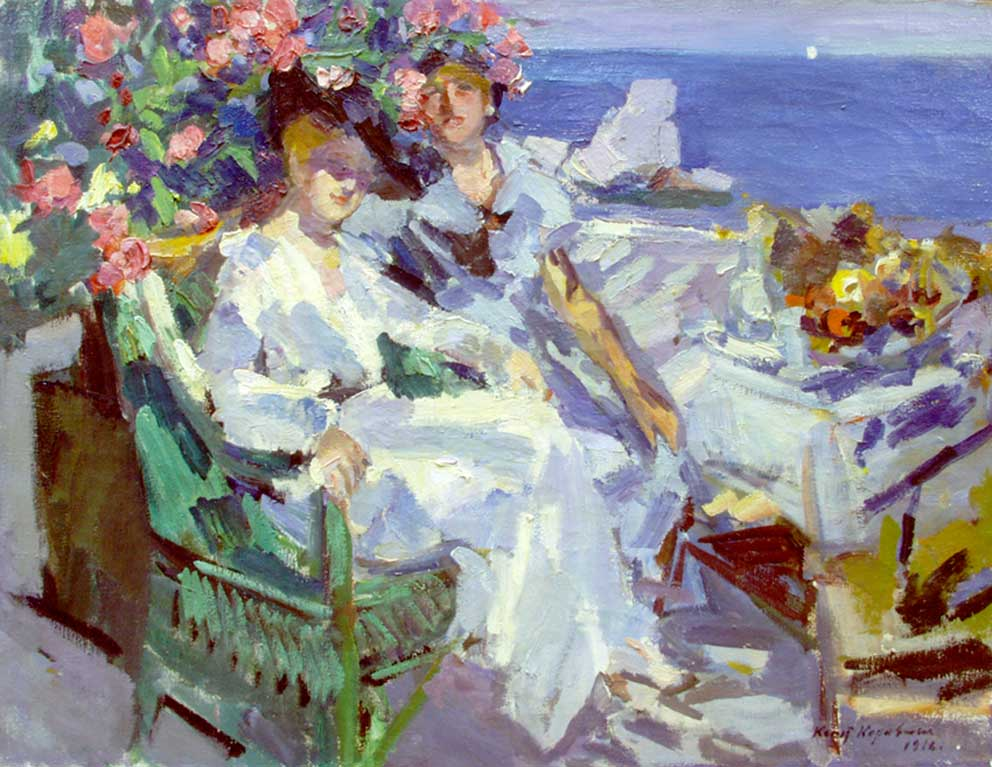
Vrouwen op het terras, 1911
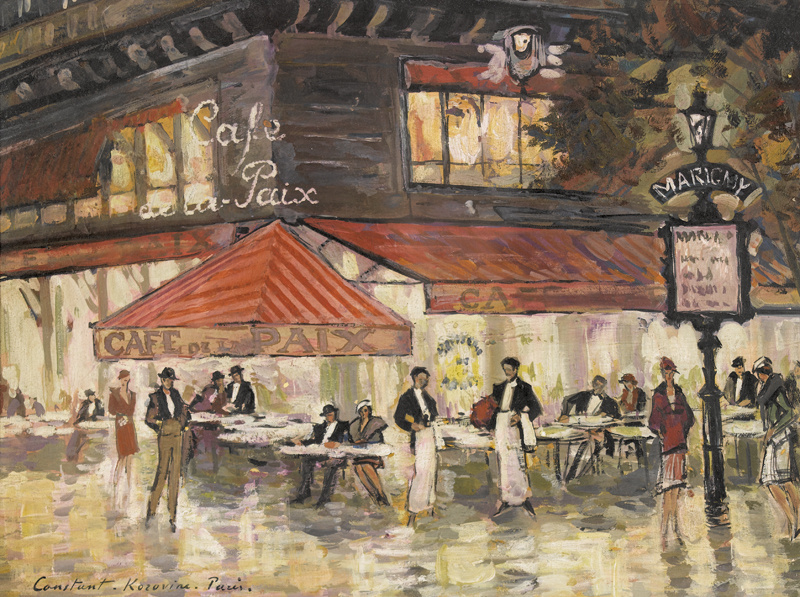
Café de la Paix
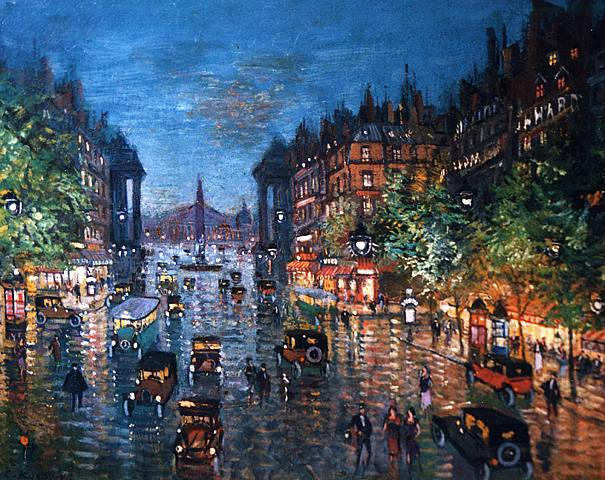
Parijse Boulevard, jaren dertig
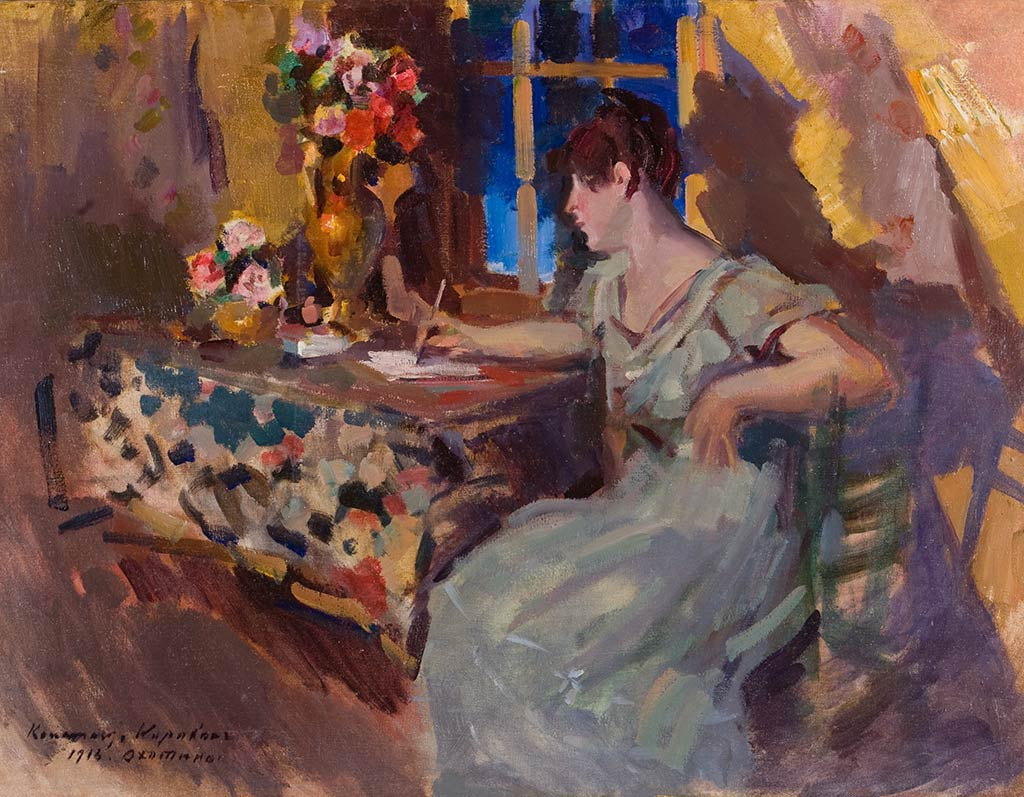
Winter, in de schemer, 1916
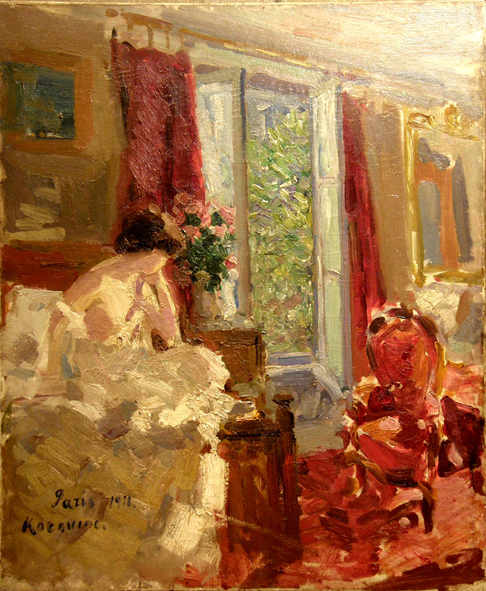
Ochtend, Parijs, 1911
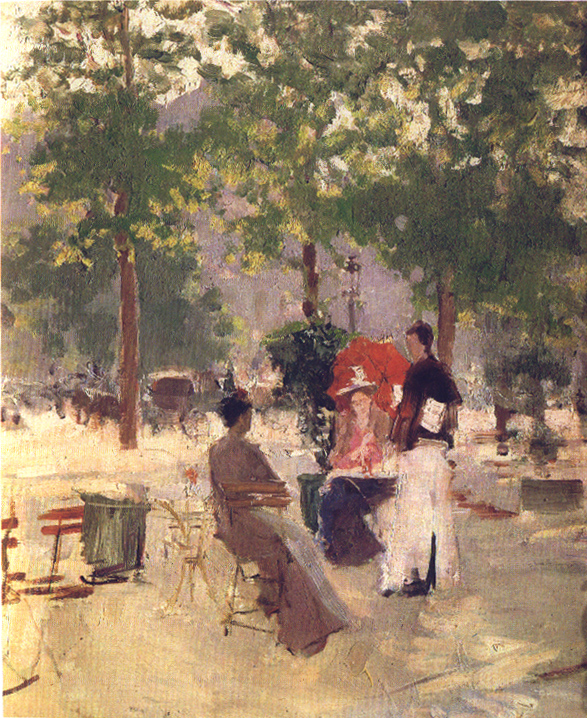
Parijs café in de winter, ca. 1898
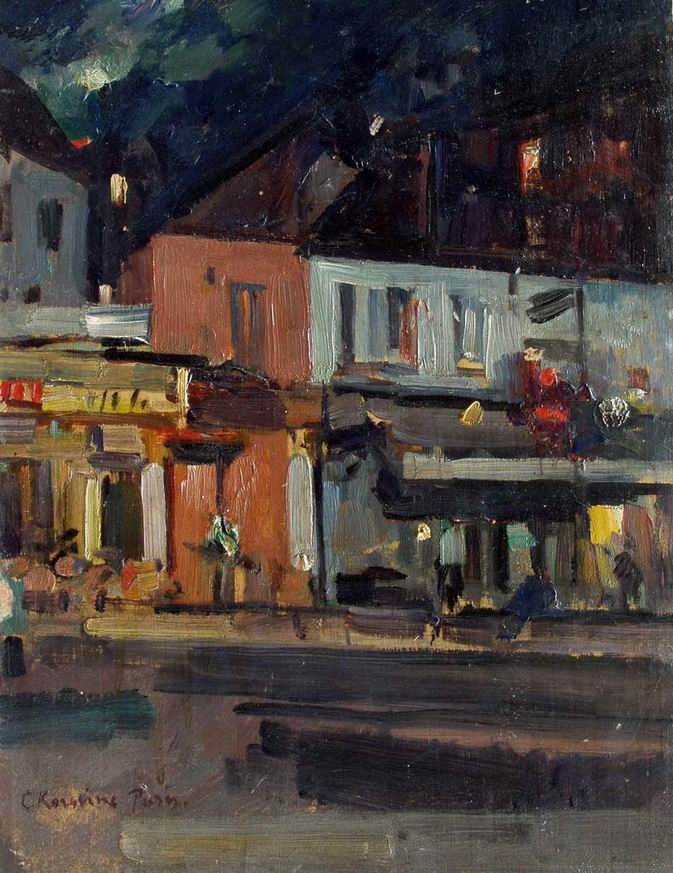
Maannacht, Parijs
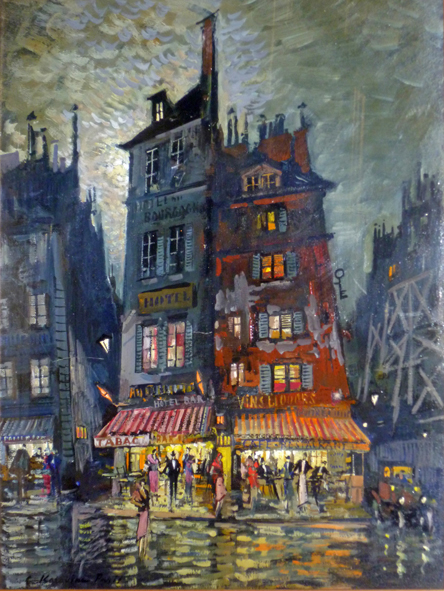
Parijs, 1930
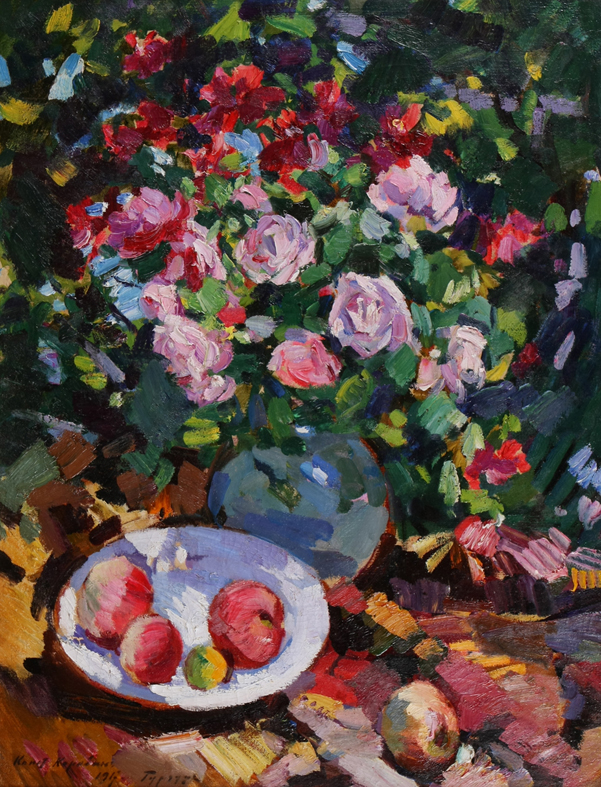
Rozen, Hoerzoef, 1917